# Alcheh Island
Alcheh Island (englisch; bulgarisch остров Алшех ostrow Alschech) ist eine vereiste, 900 m lange, 340 m breite und 21,72 Hektar große Insel im Archipel der Biscoe-Inseln westlich der Antarktischen Halbinsel. Sie gehört zu den Barcroft-Inseln und liegt 1,95 km südöstlich von Watkins Island, 305 m westlich von Irving Island und 500 m östlich von St. Brigid Island.
Die bulgarische Kommission für Antarktische Geographische Namen benannte sie 2021 nach der bulgarisch-argentinischen Architektin Dejana Alschech für ihre Unterstützung beim Aufbau der Infrastruktur für die bulgarische St.-Kliment-Ohridski-Station auf der Livingston-Insel (Südliche Shetlandinseln).